# Komorblåduva
Komorblåduva (Alectroenas sganzini) är en fågel i familjen duvor inom ordningen duvfåglar.

## Utbredning och systematik
Komorblåduva delas in i två underarter med följande utbredning:
- Alectroenas sganzini minor – förekommer i fuktiga skogar på Aldabra
- Alectroenas sganzini sganzini – förekommer i Komorerna (Grande Comore, Anjouan och Mayotte)

## Status
IUCN kategoriserar arten som nära hotad.

## Namn
Fågelns vetenskapliga artnamn hedrar Victor Sganzin, kapten i franska armén och guvernör på Ile Sainte-Marie utanför Madagaskar 1831-1832 men även naturforskare och samlare av specimen.